# 152P/Helin-Lawrence
152P/Helin-Lawrence è una cometa periodica appartenente alla famiglia delle comete gioviane. È stata scoperta il 17 maggio 1993 dagli astronomi Eleanor Francis Helin e Kenneth J. Lawrence, la sua riscoperta il  23 gennaio 2001 ha permesso di numerarla. Unica caratteristica della cometa è di avere una piccola MOID col pianeta Giove, che la porterà a passare il 6 gennaio 2154 a sole 0,210 UA dal pianeta.